# All-New X-Men
All-New X-Men (с англ. — «Новейшие Люди-Икс») — неограниченная по количеству выпусков серия комиксов, публикуемая с ноября 2012 года по июнь 2015 года издательством Marvel Comics. Дебютировала в рамках инициативы «Marvel NOW!». Комикс повествует о пяти оригинальных членах команды «Люди-Икс», попавших из прошлого в настоящее и вынужденных противостоять самим себе же из настоящего. Серия является потенциальной заменой отменённому 2-му тому комикса «Uncanny X-Men» и претендует на звание одной из флагманских серий комиксов о Людях-Икс.

## История публикаций
Издательство «Marvel Comics» объявило о создании Брайаном Майклом Бендисом и Стюартом Иммоненом серии «All-New X-Men» в июле 2012 года. Бендис заявил, что в центре событий комикса будет находиться оригинальный состав команды «Люди-Икс», то есть пять первых воспитанников Профессора Икс — Ангел, Зверь, Циклоп, Человек-лёд и Джин Грей, которым лицом к лицу придётся столкнуться с самими собой из настоящего и принять совершенно новый для них мир таким, какой он есть. Идея пришла к Брайану во время написания сценария к кроссоверу «Avengers vs. X-Men». «О создании подобного комикса думали многие, но никто так и не смог воплотить эту идею в жизнь, а я-то как раз большой поклонник подобных историй, особенно фильмов „Плезантвиль“ и „Пегги Сью вышла замуж“, поэтому и решил за это взяться», — говорит Брайан Майкл Бендис в интервью сайту «Marvel.com». Бендис неоднократно подчеркивал, что пять оригинальных Людей-Икс будут сотрудничать как с командой Циклопа из настоящего, так и с командой Росомахи. «Люди-Икс разделились на три фракции, но, несмотря на разногласия, они взаимодействуют. Мне вырисовывающаяся картина напоминает фильмы Роберта Олтмена», — делится своим мнением сценарист серии. Кроме того, по его заявлению, на страницах комиксов «All-New X-Men» появится несколько абсолютно новых персонажей.

## Сюжет
Сбежавший из тюрьмы Циклоп, куда он попал по окончании войны Мстителей и Людей-Икс, Эмма Фрост и Магнето начинают беспощадную борьбу за свободу мутантов, находящихся в неволе с того момента, как их способности проявили себя, и наносят удары по людям, ответственным за их заключение. Как и многие другие, сами Люди-Икс не пытаются предпринимать ответные действия, опасаясь начала гражданской войны среди мутантов, несмотря на то, что они полностью не поддерживают политику Циклопа. А Человек-лёд вообще считает, что Циклоп из прошлого никогда бы не стал ввязываться в подобное. Мнение Бобби побуждает Зверя совершить путешествие во времени. Он отправляется в прошлое, в то время, когда Профессор Икс взял ненадолго отпуск, а он сам впервые решился покинуть команду. Там, в Институте Ксавье он встречает Людей-Икс, ставших командой не так уж давно, и просит их и лично Циклопа вместе с ним вернуться в будущее, чтобы остановить Скотта Саммерса и предотвратить геноцид мутантов.